# Аристово (Андреапольский район)
Аристово — деревня в Андреапольском районе Тверской области. Входит в состав Андреапольского сельского поселения.

## География
Аристово находится в юго-западной части района. Деревня расположена на расстоянии 26 км к юго-западу от города Андреаполь и в 3 км к югу от села Гладкий Лог.

## История
На топографической трёхвёрстной карте Фёдора Шуберта, изданной в 1871 году, обозначено сельцо Аристово.
На карте РККА 1923—1941 годов обозначена деревня Аристово. Имела 4 двора.
Ранее к югу от деревни располагался погост Никольское-Любуты. В 1819 году здесь был построен каменный храм во имя Николая Чудотворца. В настоящее время находится в сильноразрушенном состоянии.
До 2005 года деревня входила в состав Гладкологского сельского округа, с 2005 — в составе Андреапольского сельского поселения.

## Население
| 2002 | 2010 |
| ---- | ---- |
| 5    | ↘0   |

Национальный состав
Согласно результатам переписи 2002 года, в национальной структуре населения русские составляли 100 % от жителей.